# Stanislava Kučerová
Stanislava Kučerová (31. října 1927 Hlohovec – 22. srpna 2023 Brno) byla česká vysokoškolská pedagožka, děkanka Pedagogické fakulty Masarykovy univerzity. Zabývala se zejména filozofií výchovy a teorii výchovy.

## Život
Stanislava Kučerová se narodila do rodiny středoškolského profesora v Hlohovci na Slovensku. Z Hlohovce se však rodina přestěhovala do Machova a posléze do Náchoda. Poté se rodina přestěhovala do Hradce Králové, kde Stanislava Kučerová studovala Městské dívčí reálné gymnázium a Státní Rašínovo gymnáziu. Maturovala v roce 1947 s vyznamenáním. Ve studiu pokračovala na Filozofické fakultě Karlovy univerzity v Praze, kde získala v roce 1952 doktorát z filosofie a sociologie a následně na Vysoké škole pedagogické v Praze, kterou zakončila v roce 1958.
V roce 1950 se přihlásila jako učitelka do pohraničí a působila zde sedm let (Dvůr Králové nad Labem a Trutnov). Po roce 1960 působila na Univerzitě Palackého v Olomouci a poté od roku 1969 na Pedagogické fakultě UJEP. V roce 1967 pomáhala založit časopis Pedagogická orientace, jehož vydávání však bylo po potlačení pražského jara ukončeno po pěti vydaných číslech. V období normalizace jí bylo znemožněno další akademické působení. Pokoušela se hledat práci v Brně a následně celé Moravě, ale nakonec ji našla až v Bratislavě, kam dojížděla z Brna. V roce 1975 začala pracovat v podniku Psychodiagnostické a didaktické testy, od v roce 1980 přešla do Výzkumného ústavu kultury. Do důchodu odešla v roce 1982. Na akademickou půdu se vrátila po listopadovém převratu a stalo se první polistopadovou děkankou Pedagogické fakulty MU. V roce 1993 byla jmenována profesorkou pedagogiky. Do důchodu odešla znovu již natrvalo v roce 1994. V roce 2019 jí byla udělena Cena Unie českých spisovatelů za netradiční ztvárnění české historie.